# Club Bamin Real Potosí
Il Club Bamin Real Potosí è una società calcistica boliviana, con sede a Potosí. Milita nella Primera División, la massima serie del campionato boliviano di calcio.
La squadra disputa le partite casalinghe allo Stadio Víctor Agustín Ugarte di Potosí, situato ad un'altitudine di quasi 4 000 metri sul livello del mare.

## Storia
La squadra fu fondata il 1º aprile 1986 come Academia de Fútbol Real Potosí, successivamente si fuse col vecchio club del Banco Minero (BAMIN) de Bolivia, fondato il 20 ottobre 1941, ed assunse la denominazione di  Club Bamin Real Potosì.

## Palmarès

### Competizioni nazionali
- Campionato boliviano: 1

Apertura 2007
- Liga Nacional B: 1

1997

### Competizioni regionali
- Campionato di Potosí: 3

1995, 1996, 1997

### Altri piazzamenti
- Campionato boliviano:

Secondo posto: Clausura 2006, Segundo Torneo 2006, Apertura 2009, Torneo Adecuación 2011
Terzo posto: Apertura 1999, Clausura 2004

## Risultati nelle competizioni CONMEBOL
- Coppa Libertadores: 6 partecipazioni

2002: Prima fase
2007: Fase Gironi
2008: Fase Gironi
2009: Turno preliminare
2010: Turno preliminare
2012: Turno preliminare
- Coppa Sudamericana: 3 partecipazioni

2007: Fase preliminare
2013: Primo turno
2015: Primo turno
2016: Secondo turno

## Organico

### Rosa 2015
| N. |                      | Ruolo | Calciatore           |
| -- | -------------------- | ----- | -------------------- |
| 1  | Paraguay (bandiera)  | P     | Henry Lapczyk        |
| 2  | Bolivia (bandiera)   | D     | Pablo Zeballos       |
| 3  | Bolivia (bandiera)   | D     | Jorge Toco           |
| 4  | Bolivia (bandiera)   | D     | Martin Pavez         |
| 5  | Bolivia (bandiera)   | D     | Pablo Pedraza        |
| 6  | Bolivia (bandiera)   | C     | Erwin Sanchez Junior |
| 7  | Argentina (bandiera) | A     | Cristian Pullido     |
| 8  | Bolivia (bandiera)   | C     | Luis Garnica         |
| 9  | Bolivia (bandiera)   | A     | Denis Pinto          |
| 10 | Bolivia (bandiera)   | C     | Miguel Loayza        |
| 11 | Bolivia (bandiera)   | D     | Dustin Maldonado     |
| 12 | Bolivia (bandiera)   | P     | Yadin Salazar        |
| 13 | Bolivia (bandiera)   | D     | Ronald Rivero        |
| 14 | Bolivia (bandiera)   | D     | Jose Padilla         |

| N. |                      | Ruolo | Calciatore          |
| -- | -------------------- | ----- | ------------------- |
| 15 | Bolivia (bandiera)   | P     | Éder Jordan         |
| 16 | Bolivia (bandiera)   | C     | Diego Terrazas      |
| 17 | Bolivia (bandiera)   | A     | Gilbert Álvarez     |
| 18 | Bolivia (bandiera)   | C     | Jon Acchura         |
| 19 | Bolivia (bandiera)   | C     | Nicolas Tudor       |
| 20 | Bolivia (bandiera)   | A     | Leonardo Piris      |
| 21 | Bolivia (bandiera)   | C     | Osbaldo Nova        |
| 22 | Argentina (bandiera) | D     | Alberto Alarcón     |
| 23 | Bolivia (bandiera)   | C     | José Barba          |
| 24 | Bolivia (bandiera)   | A     | Carlos Hidalgo      |
| 25 | Argentina (bandiera) | C     | Federico Flores     |
| 26 | Bolivia (bandiera)   | D     | Rodrigo Avila Soliz |
| 27 | Bolivia (bandiera)   | C     | Olvis Justiniano    |